# Font Vella (Barberà de la Conca)
La Font Vella de Barberà de la Conca és una obra protegida com a Bé Cultural d'Interès Local. Està situada a la plaça del mateix nom on comencen els camins de Pira i d'Ollers.

## Descripció
L'aigua que raja a la font neix en una mina que s'endinsa a la veïna parada el Senyor (finca que faldeja els costers del castell templer. El segle xviii (1772) com tantes fonts d’arreu, la Font Vella barberenca fou monumentalitzada segons l'estil barroc. S'hi construí un mur exempt de contorn curvilini i simètric amb cinc canelles de ferro i una pica de pedra al peu, d’on l’aigua correria canalitzada cap a l'abeurador i els rentadors comunals. Aquests rentadors, o safaretjos, dissortadament foren enderrocats l'any 1983.

## Història
De les moltes fonts que hi ha al terme de Barberà, la Font Vella és la que apareix documentada més aviat, l'any 1175 probablement en els orígens de la població. A més d'omplir l'abeurador i els rentadors, del seu cabal regaven els "horts de castell" (una sèrie de regadius que hi ha aigües avall).
La Font Vella és la font on els barberencs anaven a buscar aigua abans de la instal·lació de l'aigua corrent. La plaça de la Font Vella ha estat secularment centre festiu i d'esbarjo; final del passeig de les tardes estivals on els barberencs, els dies de festa acudien a beure un refresc.
A la Plaça de la Font, l'any 2008 l'Ajuntament hi col·locà una reproducció de la creu de terme de Santa Anna de Montornès. Es recuperava així una vella tradició, car fins al segle xix a Barberà hi havia set creus de terme (a la Font Vella, al Portal de Baix, al Camí de la Pedrera, al Camí de Montblanc, al Camí de Sarral i al Portal de Dalt)